# PES Club Manager
PES Club Manager est un jeu vidéo de gestion sportive développé et édité par Konami, sorti en 2015 sur iOS et Android.

## Système de jeu
Le jeu se veut comme un jeu de gestion sportive à l'image de Football Manager, ainsi, le joueur ne contrôle pas directement ses joueurs mais leur donne des instructions comme gérer son effectif, privilégier l'attaque ou la défense, les passes longues ou courtes ou encore mettre en place des systèmes de jeu dynamiques. 

### Recrutement des joueurs
Le jeu propose dès le début de la partie de choisir un joueur déjà expérimenté parmi une sélection de joueurs variant régulièrement.
Les recrutements se font par biais de Loot box pouvant être ouvertes grâce à des GP et crédits (monnaies du jeu) ou par le marché des transferts dynamiques, où des joueurs sont présents temporairement sans boost de capacité proposés comme une vente aux enchères (le joueur revient au joueur le plus offrant dans les délais imposés par le jeu) avec un prix de départ.

### Gestion des infrastructures du club
Le joueur peut notamment gérer son club par le biais d'une ville regroupant les infrastructures du club comme le stade (qui peut être améliorer pour augmenter les recettes de matchs) ou le musée du club.

## Accueil
- TouchArcade : 4/5[1]